# Kosovska Mitrovica
Mitrovica eller Mitrovicë (albansk) eller Kosovska Mitrovica/Косовска Митровица (serbisk) er en by som ligger i Kosovo. Mitrovica er også en kommune som foruden byen omfatter 49 landsbyer. Byen ligger i den nordlige del af Kosovo på bredden af floden Ibër, som deler byen i en sydlig og nordlig del. Nord for byen begynder Ibër-kløften, som strækker sig til byen Kraljevo i Serbien. Byen er en af de ældste bebyggelser i Kosovo og navnet Mitrovica stammer fra det 14. århundrede.

## Minedrift
Bjergværksdriften i området, hvor Mitrovica nu ligger, går helt tilbage til Romerrigets tid. Også mens osmannerne herskede blev der udvundet metaller i området. Byens hurtige vækst begyndte i det 19. århundrede da et engelsk selskab begyndte at udvinde bly og zink i minen Trepça. Siden dengang er byen blevet den næststørste i Kosovo.

## Forurening
Samtidig er Mitrovica blevet én af de mest forurenede byer i Europa. Forureningen stammer i hovedsagen fra de industrielle virksomheder, som er opstået i tilknytning til minedriften. Den store batterifabrik i byens sydlige del blev delvis ødelagt under Kosovokrigen og har siden ligget hen som en tikkende miljømæssig bombe. Blysmelteværket i Zvecan lige nord for Mitrovica blev på foranledning af UNMIK besat og lukket af KFOR-styrker i august 2000 på grund af en helt uacceptabel høj udledning af bly til atmosfæren. Undersøgelser har vist at kvinder og børn i Mitrovica har henholdsvis to og fire gange så meget bly i blodet, som tilsvarende grupper i andre byer i området. Det er også påvist, at børn opvokset i Mitrovica gennemgår en signifikant langsommere psykomotorisk udvikling end tilsvarende børn fra andre byer i Kosovo.

## Demografi
Inden NATO's angreb i 1999 boede der i kommunen Mitrovica omkring 116.500 indbyggere. Ifølge optællingen fra 1991 var der i kommunen 104.022 indbyggere af hvilke 78% var albanere, 10,2% serbere, 4,96% bosniere, 4,63% romaer (sigøjnere) og 0,41% tyrkere. Den største del af den ikke-albanske befolkning levede i byen Mitrovica, som havde 68.000 indbyggere – 71% kosovoalbanere, omkring 9.000 serbere og 10.141 andre nationaliteter. Størstedelen af serberne levede i byens nordlige del, mens albanerne levede i den sydlige del syd for floden Ibar.

## Kosovokrigen
Både byen og kommunen blev meget beskadiget under de serbiske og NATO'S bombardementer og byen er i dag symbol for etnisk deling i Kosovo. I den sydlige del lever omkring 60.000 albanere. Omkring 30.000 albanere flygtede fra den nordlige del af byen efter konflikten. I den nordlige del boede omkring 10.000 serbere, men indbyggertallet voksede, da andre serbiske flygtninge fra Kosovo søgte tilflugt i byen efter krigen. Foruden dem i den nordlige del lever der omkring 2.000 albanere og 1.700 bosniere.